# Allochrocebus lhoesti

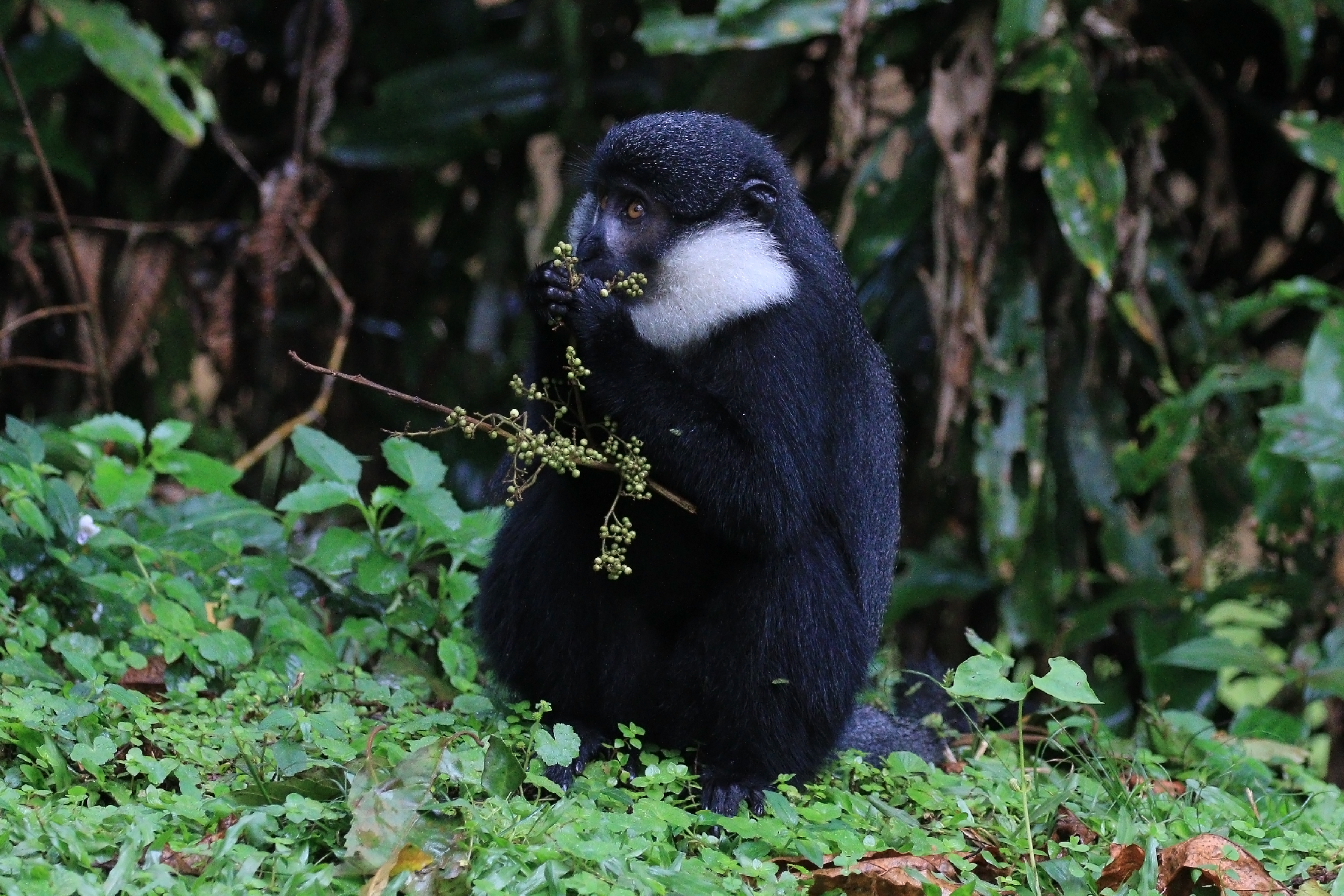
годування, Непрохідний ліс Бвінді, Уганда

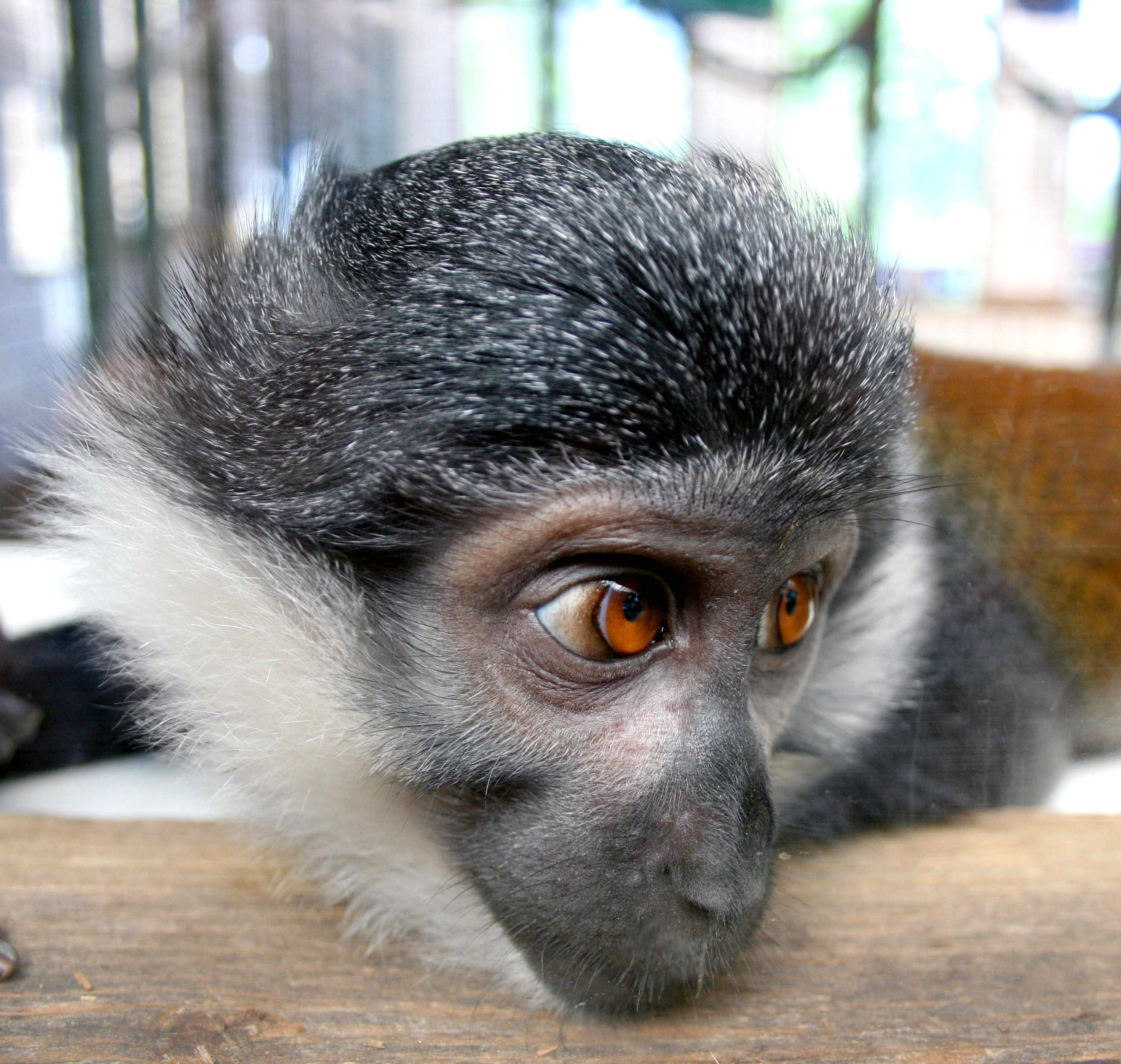
Колчестерський зоопарк, Англія

Мавпа Л'Еста, або Л'Хоста ( Allochrocebus lhoesti ), також відома як гірська мавпа, є гвеноном, що мешкає у верхній частині східного басейну Конго. Вони переважно живуть у гірських лісових районах невеликими групами, в яких переважають самиці. Характерною ознакою цих приматів є біла борода на темному хутрі.

## Таксономія
Свою назву мавпа отримала від Філіпа Латлі Склейтера, який спочатку дав їй специфічну назву Cercopithecus lhoesti на честь, директора Антверпенського зоопарку, у 1898 році.
Наразі мавпа Л'Еста класифікується як представник роду Allochrocebus.   Раніше мавпа Л'Хоста включала таксон преуссі з регіону Гвінейської затоки як підвид, але тепер вона вважається окремим видом, мавпою Пройса ( A. preussi ).
Мавпа Л'Еста раніше була включена в рід Cercopithecus.  Молекулярні дослідження, опубліковані Ентоні Тосі в 2003 році, викликали сумніви щодо класифікації мавпи Л'Еста як представника роду Cercopithecus. Дослідження показали, що мавпа L'Hoest (разом з іншими у своїй видовій групі) більш тісно пов'язана з верветовими мавпами роду Chlorocebus і мавпами пата (рід Erythrocebus ), ніж з іншими гвенонами роду Cercopithecus.  

## Фізичні характеристики
C. lhoesti має коротке темно-коричневе хутро з каштановим кольором на спині та темним животом. Його щоки світло-сірі з блідими вусами. Він має характерний і помітний білий нагрудник.  Довжина тіла становить 32 - 69 см, довжина хвоста - 48 - 99 см.  Самець важить близько 6 кг, тоді як самиця важить приблизно 3,5 кг. Хвіст довгий і гачкоподібний на кінці.  Вони народжуються повністю вкритими хутром і з відкритими очима. 

## Ареал і поширення
Мавпа L'Hoest зустрічається на північному сході Демократичної Республіки Конго, в Руанді, Бурунді та заході Уганди.  Це лісова мавпа, типова для вологих і високих первинних лісів. Цей вид займає різні типи лісистих територій, включаючи галерейні ліси, зрілі рівнинні дощові ліси, лісисті савани на гірських схилах і межі лісів. Проте житиме й на оброблених землях. У рівнинних лісах віддає перевагу ділянкам, де ліси відновлюються, тоді як у гірських районах він часто відвідує зрілий, заплутаний підлісок під розбитим пологом. Одне дослідження показало, що вид населяє лише ліси вище 900 метрів над рівнем моря, але інша експедиція знайшла кілька екземплярів на рівні 610 метрів. Найчастіше ж вид спостерігається на висоті від 1500 до 2500 метрів. 

## Поведінка
C. lhoesti живе досить невеликими групами, де переважають самиці, і має лише одного самця. Самки зазвичай є спорідненими, самці у групі лишаються до 2-річного віку, після чого покидають свою родину у пошуках своєї власної.  Дорослий самець видає дуже голосні та чіткі крики. Вони активні протягом дня, переважно рано вранці та пізно вдень. C. lhoesti сплять на деревах сидячи, зазвичай або тримаючись за гілки, або один за одного. Коли вони стривожені або бачать, що за ними спостерігають, вони втікають і ховаються на деревах, а потім затихають.   Вони переважно наземні примати.

### Розмноження
Мавпа L'Hoest розмножується сезонно, час залежить від місцевості. Приблизно після п’ятимісячного періоду вагітності на світ з’являється одне дитинча. Мати зазвичай народжує вночі. Народження зазвичай відбувається в кінці сухого сезону.  Матір з’їдає свою плаценту, щоб приховати народження від хижаків, і швидко вилизує дитинча. Інші самки в групі виявляють великий інтерес до новонародженого і часто намагаються його потримати. Через кілька місяців грудне вигодовування стає менш частим, але продовжується приблизно два роки, до нових пологів. Коли нащадки чоловічої статі досягають статевої зрілості, вони залишають групу.  Відомо, що в неволі C. lhoesti живуть понад 30 років. 

### Дієта
У дикій природі мавпа Л'Еста є травоїдною твариною, яка переважно їсть фрукти, гриби, трави,  коріння та листя. Однак іноді також їсть яйця, ящірок і дрібних птахів.